# Solbergastenen
Solbergastenen är en runsten (DR 275 i Samnordisk runtextdatabas) placerad i Torsjö gårds park. 
En translitterering av inskriften lyder:
bruþiR : risþi : stin : þainsi : iftiR : isbiurn : br¶uþur : sin : saR : uaR ¶ skibari : uþ-....
Normaliserad fornvästnordiska:
Bróðir reisti stein þenna eptir Ásbjôrn/Ísbjôrn, bróður sinn, sá var skipari Auð...
Tolkning:
Broder reste sten denna efter Isbjörn/Asbjörn, broder sin, han var skeppare (åt NN?).